# Túpolev Tu-154
El Túpolev Tu-154 (en rus: Ту-154, designació OTAN: Careless) és un avió trimotor de mig abast per 150-180 persones construït en la URSS en 1968. El primer Tu-154 es va enlairar el 1971 i ràpidament es va convertir en una aeronau popular en molts dels països del bloc socialista. L'última venda d'aquest tipus d'avió va ser feta a la fi de la dècada del 1990. No obstant això, Túpolev va anunciar l'any 2006 que la producció del Tu-154 fou oficialment finalitzada.
El Túpolev T-154 està propulsat per tres motors turboventilador Kuznetsov NK-8-T instal·lats en la secció posterior del fuselatge. En la forma i la grandària s'assembla al reeixit Boeing 727.

## Història

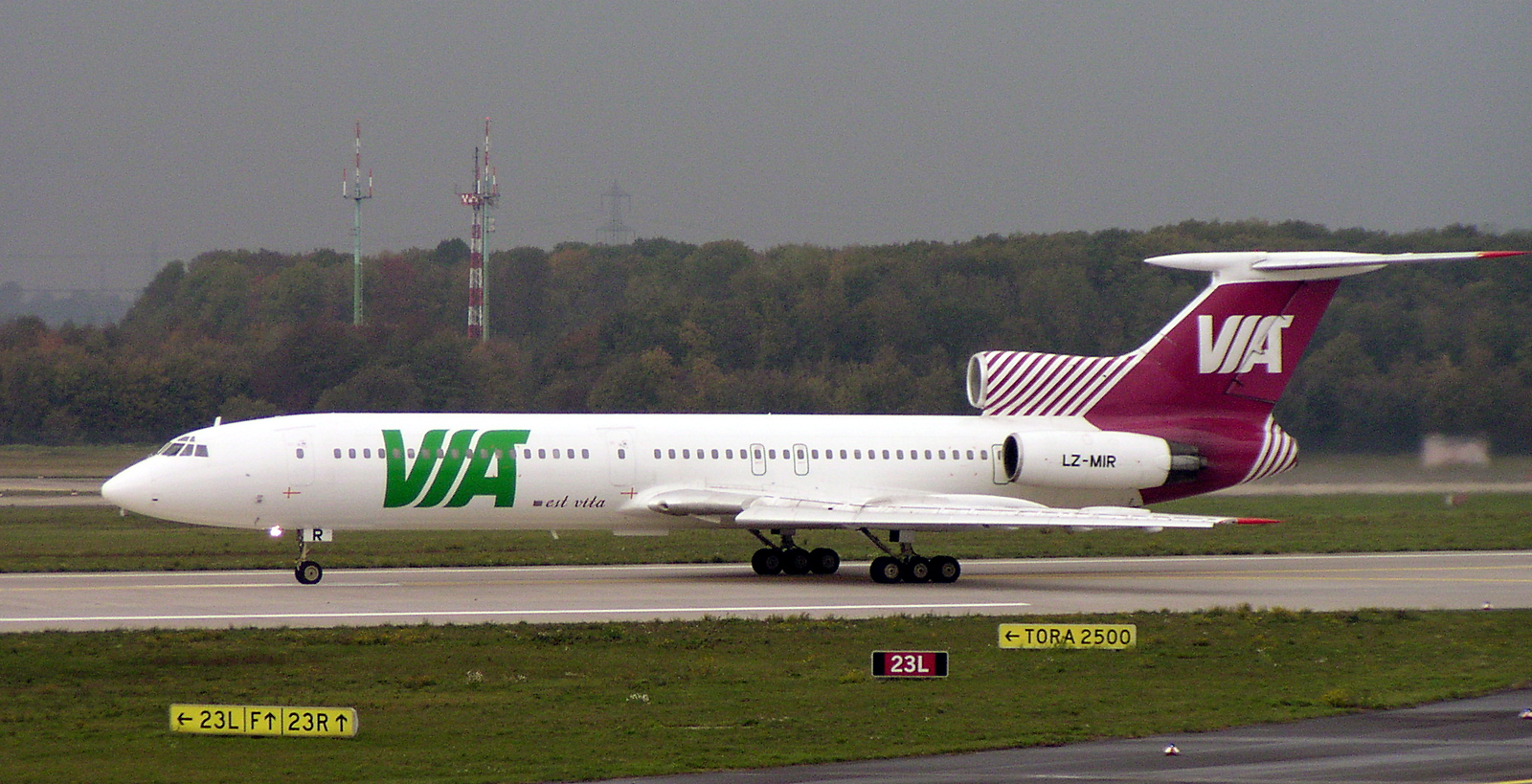
Túpolev Tu-154M de la companyia búlgara Air Via.

El Tu-154 va ser un desenvolupament ordenat per Aeroflot, que necessitava un reactor per substituir als seus vells Antonov An-10, Tupolev T-104 i Ilyushin Il-18. Entre els requeriments citats per Aeroflot, es demanava que l'avió tingués una capacitat d'entre 16-18 t, un abast de 4.000 km (2159.83 milles nàutiques) i una velocitat de creuer de 900 km/h. També es demanava que tingués una distància d'enlairament de no més de 2,6 km.
Conceptualment era similar al Hawker Siddeley Trident, que va realitzar el seu primer vol en 1962, i al Boeing 727 que va realitzar el seu primer vol en 1963. A més, el nou avió de distància mitjana de Túpolev estava sent desenvolupat al mateix temps que l'avió de distàncies llargues de Iliuixin, el Il-62.

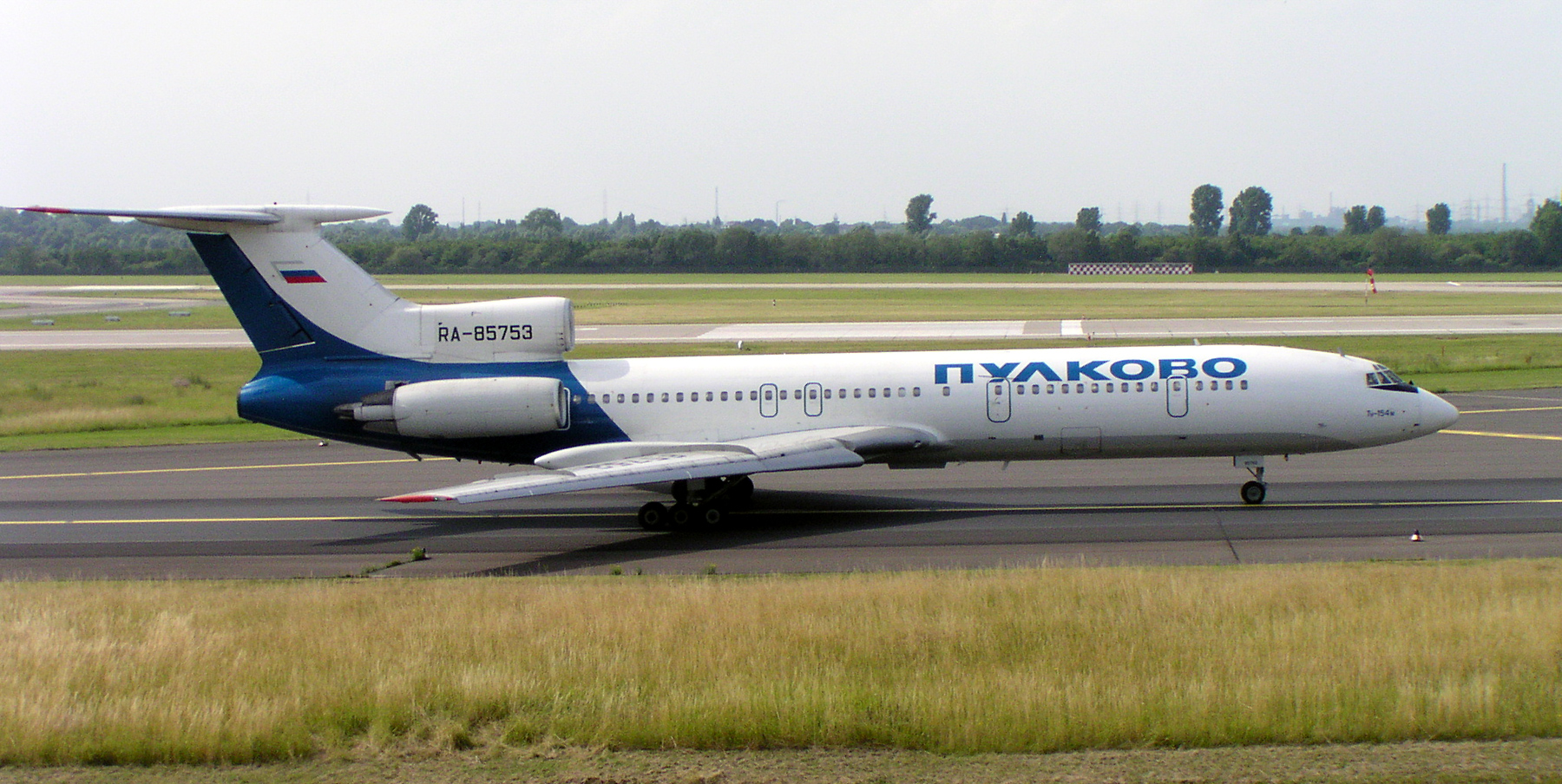
El teu-154 de Pulkovo Airlines.

El Ministeri Soviètic per a la Indústria de l'Aviació va triar el Tu-154 per ser incorporat a Aeroflot com el més nou avió soviètic i per ser exportat a tots els països del Pacte de Varsòvia entre els anys 1970 i 1980.
El primer cap del projecte va ser Serguéi Yeger i en 1964 fou Dimitri S. Markov. En 1975 va agafar el comandament del projecte Aleksander S. Shengardt, qui va finalitzar el projecte.
El primer vol del Tu-154 va ser l'11 d'octubre de 1968. Els primers lliuraments a Aeroflot van ser en 1970, sent aquests primers models utilitzats en el servei de correus. El febrer de 1972 es va iniciar el servei de passatgers en aquests avions i al gener de 2009 el Tu-154M encara es fabricava limitadament malgrat els anuncis de que s'anava a deixar de produir en 2006. Es van construir un total de 1.025 Tupolev Tu-154, dels quals, en el 2009, encara hi havia 214 en servei.

## Disseny

### Exterior i tècnic

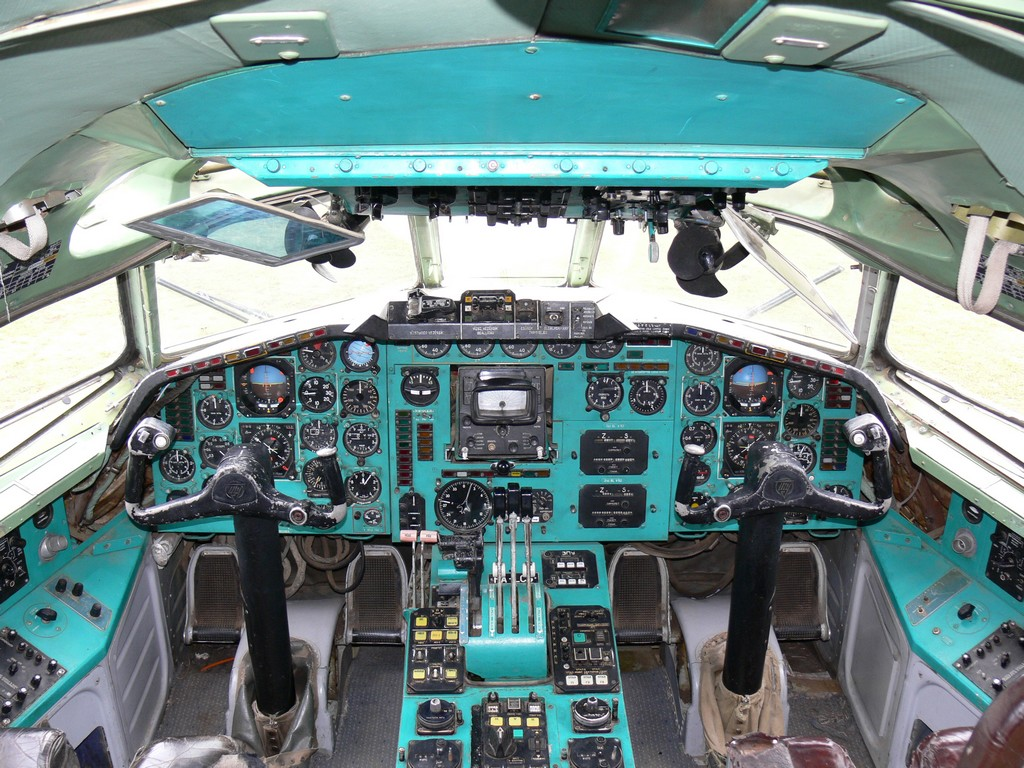
Cabina de comandament d'un El teu-154M

El Tu-154 està impulsat per 3 motors turboventilador de baix índex de derivació, similars als del seu germà occidental el Boeing 727. Malgrat ser similars, el Tu-154 té un fuselatge una mica més gran que el Boeing 727. Tots dos avions tenen un Ducto-S per al motor del mig (motor Nº2). El model original era impulsat per motors Kuznetsov NK-8-2. En canvi, la versió millorada (el Tu-154M) està impulsat per motors Soloviev D-30 KU-154. Tots els Tu-154 tenen una major relació empenta a pes que el B-727, la qual cosa li dona a l'avió rus una major potència, a costa d'un major consum de combustible i menor rang d'operació.

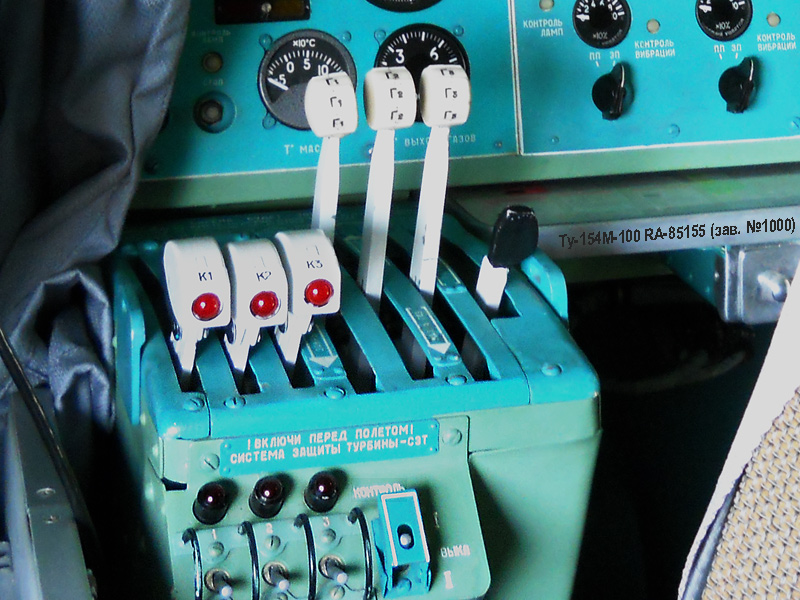
Detall de les palanques de control de l'El teu-154

Igual que el Tupolev T-134, el T-154 té l'ala en fletxa a 35º. El Hawker Siddeley Trident britànic té un angle similar, mentre el Boeing 727 té un angle de 32º. L'ala del T-154 té diedre (perfil de les ales des d'una vista frontal) negatiu, que és una característica distintiva dels avions russos d'ala baixa dissenyats en aquesta època.
Igual que molts altres avions de fabricació soviètica, el T-154 té un tren d'aterratge de gran grandària que li permet aterrar en pistes sense pavimentar, la qual cosa era molt comuna en la Unió Soviètica. L'avió té dos trens de 6 grans rodes de baixa pressió en la part posterior, a més d'un tren de 2 rodes en la part davantera. Tots els trens tenen amortidors, el que permet una millor conducció en les pistes d'aeroports amb sots.
El requisit original era tenir una tripulació de vol de tres persones - el capità, primer oficial i l'enginyer de vol - a diferència de la tripulació 4/5-persones en altres avions soviètics. Un quart tripulant, el navegador, era molt comú en els avions soviètics. Avui dia ja no s'entrenen més navegants, ja que amb el retir dels avions de l'era soviètica, s'ha reduït la tripulació de 4/5 a solament 2 persones en la cabina de comandament.

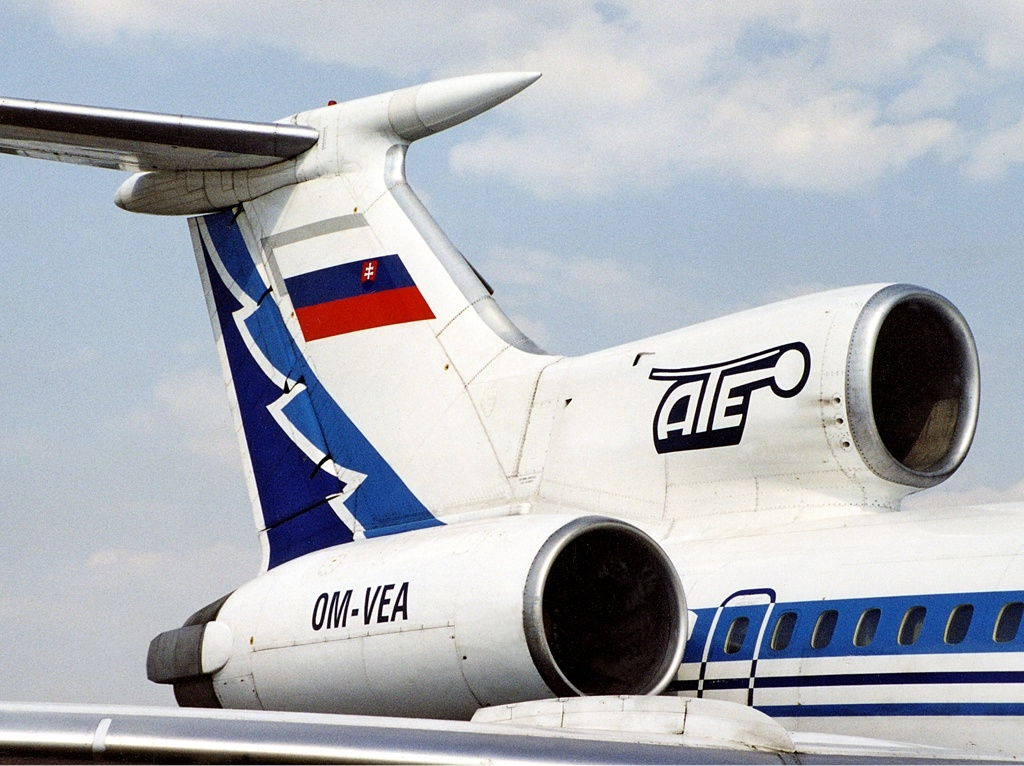
Detall de la secció de cua d'un Tu-154 pertanyent a la companyia eslovaca Air Transport Europe

Per primera vegada en la Unió Soviètica, un avió va ser construït complint amb els estàndards d'aeronavegabilitat d'Amèrica. L'última variant (Tu-154M-100, introduït 1998) inclou un sistema de navegació NVU-B3 Doppler, un triple de pilot automàtic, que proporciona un enfocament automàtic ILS, un accelerador automàtic, una deriva Doppler i el sistema de mesurament de la velocitat (DISS), un radi de navegació "Kurs-MP" propi i altres millores. Les actualitzacions més modernes inclouen normalment un TCAS, GPS i altres sistemes de navegació moderns, en la seva majoria nord-americana o de la UE.

### Interior

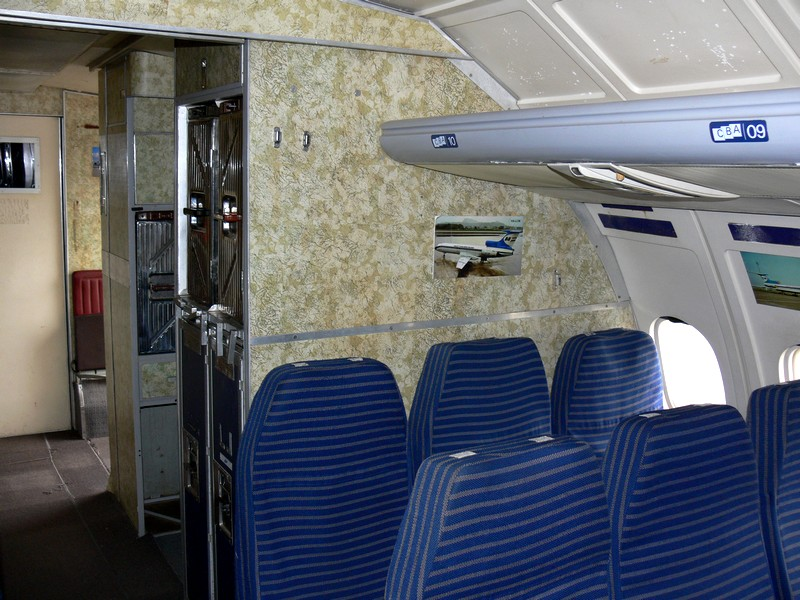
Cabina de passatgers del Tu-154

La cabina de passatgers del Tu-154M té una capacitat màxima de 180 persones en configuració d'alta densitat, 167 passatgers en configuració d'una sola classe i 155 passatgers en configuració de dues classes. A més, algunes aerolínies russes van desenvolupar la configuració d'hivern, en la qual es retiraven al voltant de 10 seients per instal·lar armaris perquè els passatgers guardessin els seus abrics durant el vol. A diferència de les seves contrapartes occidentals, els compartiments per a l'equipatge de mà són oberts, és a dir, aquests no posseeixen tapes, en comptes d'aquestes tenen malles que se sostenen mitjançant ganxos situats en el sostre de l'aeronau. Els Tu-154 posseeixen tres banys a bord, dos en la part posterior i un en la part davantera, just darrere de la cabina de comandament; una característica que aquest avió comparteix amb el Tu-134 són unes petites finestretes en els banys de l'avió. Les portes d'emergència dels Tu-154 són una mica més petites que les dels Boeing 727, però a diferència d'aquest últim, el Tu-154 posseeix 6 sortides d'emergència, mentre que el Boeing 727 posseeix solament 4. La secció d'assistents de vol es troba en la part mitjana de l'aeronau, és aquí on s'emmagatzemen els catering cars i on es troben els microones per al menjar de bord. Regularment, els seients estan en una configuració 3-3, però algunes aerolínies han eliminat una fila de seients deixant una configuració 3-2 per reduir la càrrega de l'avió i d'aquesta manera, el consum de combustible. Diverses aerolínies xàrter han convertit els seus Tu-154 en avions de transport vip, instal·lant seients més amplis, taules, televisors i altres luxes.

### Motors

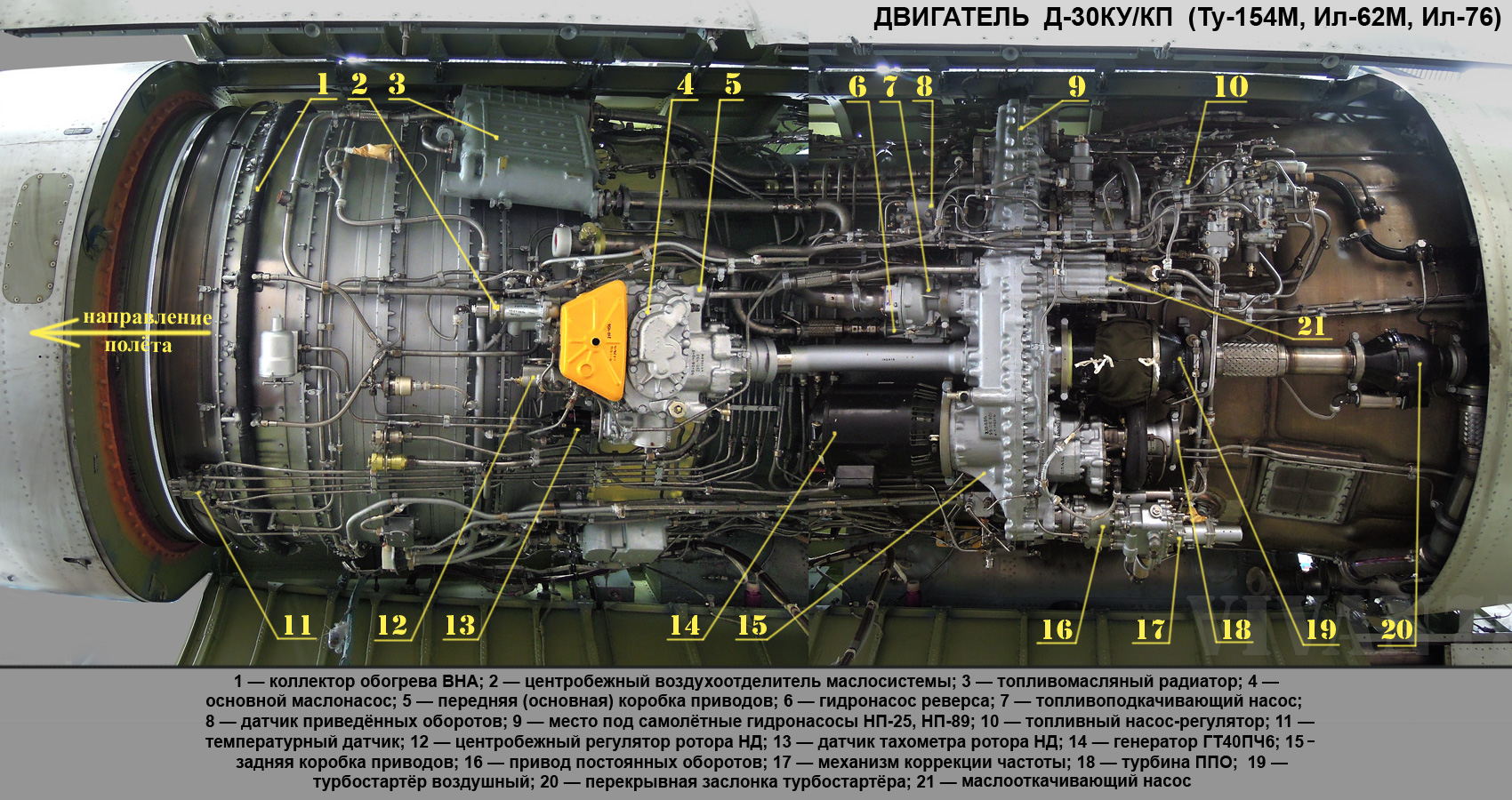
Motor NK-8 instal·lat en un Tu-154B2

#### Tu-154A, B i B2
Les primeres versions del Tu-154 van ser propulsadas per motors Kuznetsov NK-8-2U, que també van ser utilitzats en l'avió de llarg abast de Iliuixin, el Il-62. El NK-8 és un motor de doble eix, un motor de turbina de gas amb contorn de flux mixt (Extern i intern). El motor pot ser instal·lat en la configuració regular dels trimotors de l'època (els tres motors en la secció de cua), habilitant així les reverses a dues d'ells, en el cas del,Tu-154 els motors Nº1 i Nº3. En activar-se la reversa es desvia el flux d'aire cap a el sentit de vol, creant així un efecte inhibidor significatiu. A causa que quan s'activen les reverses l'aire surt en un angle de 45 graus, la força de resposta de l'embranzida del motor és considerablement menor que la força d'embranzida quan el motor opera amb l'embranzida normal. Cadascun dels motors instal·lats en les tres primeres versions del,Tu-154 proveeix 93 kN.

#### El Tu-154M i M-100
Les últimes dues versions del Tu-154 són propulsades per motors Soloviev D-30, un motor turboeix que consta d'un compressor, la cambra de combustió i els dispositius de la turbina. La modificació del motor utilitzada en el Tu-154, denominada D-30KU-154, posseeix un sistema d'embranzida inversa que utilitza el sistema de "petxines". L'encesa del motor es duu a terme mitjançant un sistema d'ignició electrònic. Cadascun dels tres motors instal·lats en les versions M i M-100 del Tu-154 proveeixen 103 kN.

## Especificacions TU-154M

Esquema de l'El teu-154

Característiques generals
- Capacitat: 160-180 passatgers
- Longitud: 41,9 m
- Envergadura: 37,55 m
- Alçada: 11,4 m
- Superfície de l'ala 201,5 m²
- Pes màxim d'enlairament: 100.000 kg
- Motor: 3× Soloviev D-30 KP/KU  , 108 kN cada un

 Rendiment 
- Velocitat màxima: 860 km/h
- Abast: 4.000 km
- Sostre de servei: 11.000 m